# Campodorus spurius
Campodorus spurius là một loài tò vò trong họ Ichneumonidae.